# 양샤 (역도 선수)
양샤(중국어 간체자: 杨霞, 정체자: 楊霞, 병음: Yáng Xiá, 한자음: 양하, 1977년 1월 8일~)는 중화인민공화국의 역도 선수이다. 2000년 하계 올림픽에서 여자 페더급 금메달을 획득했다.

## 경력
1977년 후난성 샹시 바오징현 첸링진의 투자족 농부 가정에서 태어났다. 어릴 때부터 체육 교사인 형부에게 스포츠의 자질을 인정받으며 육상 등 운동을 했다. 
1988년 본격적으로 운동 선수의 길을 위해 샹시 자치주 체육학교로 전학을 갔고 형부의 지인이자 학교 역도부 코치인 리샤오펑(李小平)의 지도를 받으며 본격적으로 역도를 시작했다. 역도에 두각을 드러낸 양샤는 1989년 11월에 후난성 여자 역도단에 입단했고 천이제(陈义阶)에게 훈련을 받았다.
1997년에 중국 여자 국가대표 선수로 발탁되었으며 같은 해 7월 중국 양저우에서 열린 1997년 아시아 선수권 대회에 참가했다. 양샤는 이 대회에서 인상 93.5㎏으로 세계 기록을 세웠고 용상에서 114㎏를 기록하여 합계 207.5㎏를 기록하여 인상 1위, 용상 2위 차지하며 대표팀 동료인 류수화를 꺾고 종합 금메달을 획득했다. 이듬해인 1998년 12월에는 태국 방콕에서 열린 1998년 아시안 게임에 참가했고 여자 페더급 경기에서 인상 92.5kg, 용상 120kg의 기록으로 총합 212.5kg을 들어올리며 중화 타이베이의 리펑잉과 미얀마의 스웨 스웨 윈을 꺾고 금메달을 획득했다.
2000년 5월에는 일본 오사카에서 열린 2000년 아시아 선수권 대회에 참가하여 인상 95kg, 용상 120kg, 총합 215.0kg의 기록으로 조선민주주의인민공화국의 리성희의 뒤를 이어 은메달을 획득했다. 같은 해 9월에는 오스트레일리아 시드니에서 열린 2000년 하계  올림픽에 참가했다. 이 대회는 여자 역도가 처음으로 공식 종목으로 채택된 올림픽 대회이기도 하다. 그녀는 여자 페더급에서 인상 100kg을 들어올리면서 멍셴쥐안이 보유했던 세계 기록을 갱신했고 여자 페더급 선수로는 최초로 인상에서 100kg 이상을 들어올린 선수가 되었다. 용상에서도 125kg을 들어올리면서 세계 기록을 세웠고 합계 기록 225.0kg을 기록하면서 인상, 용상, 합계 모두 세계 기록을 세웠다. 이에 따라 양샤는 중화 타이베이의 리펑잉과 인도네시아의 위나르니 빈티 슬라멧을 누르고 금메달을 획득했다.
2001년 중국 선수권 대회를 마지막으로 사실상 은퇴했으며 2030년에 공식적으로 은퇴를 선언했다. 선수 생활 말미인 2002년 후난 사범대학에 입학했으며 2006년에 졸업했다. 대학 졸업 후에는 후난성 역도단 직원으로 일하고 있다.